# Owen Mercer
Owen Mercer il più conosciuto come Capitan Boomerang Jr., è un personaggio dei fumetti DC Comics. È un supereroe, figlio del Capitan Boomerang originale (Digger Harkness) e di Meloni Thawne.
Owen ha familiarità con numerosi supereroi e supercriminali. Suo padre è il supercriminale Capitan Boomerang; i suoi fratellastri sono il supereroe Bart Allen e Inertia (clone di Bart); due dei suoi antenati sono il Professor Zoom e Cobalt Blue, quest'ultimo fratello gemello di Barry Allen (secondo Flash).

## Biografia del personaggio

### Origini
All'inizio di Crisi d'Identità, Digger Harkness si ritrovò ad essere un cattivo obsoleto nel mondo moderno dei supercriminali. Andando regolarmente sul satellite dei supercriminali in cerca di lavoro, chiedendo favori al Calcolatore, era proprio alla fine della sua carriera se giunse fino al punto di chiedere un lavoro.
Durante questo periodo sentì che era giunto il momento di cercare il figlio che non aveva mai visto, Owen Mercer. Prima della morte di Harkness, i due riuscirono ad incontrarsi. Prendendo il mantello di suo padre, divenne il secondo Capitan Boomerang. Capitan Cold, fratello di Golden Glider (che si credeva essere la madre di Owen), lo fece diventare uno dei Nemici.

### I Nemici
Anche se inizialmente Owen non aveva nessun attaccamento ai Nemici, gli piacque lo scopo e il senso di famiglia e squadra offerto dal gruppo, dopo aver scoperto che il corpo di suo padre era stato trafugato per essere sottoposto a degli esperimenti in un laboratorio (che si scoprì essere un piano per ottenere i ricordi di Harkness).
All'incirca all'inizio di Rogue War, in cui i Nemici riformati combatterono i propri compagni sotto la guida di Capitan Cold. Ad Ashley Zolomon fu detto da Harkness in persona che Golden Glider non era la madre di Owen. Successivamente, si scoprì in Flash n. 25 (gennaio 2006) che la madre di Owen è Meloni Thawne, che ebbe questo figlio con Digger Harkness quando questi rimase intrappolato per qualche tempo nel XXX secolo. Non si sa se nacque prima Bart o Owen, o di come Owen giunse nel nostro tempo.

### La Società
Durante Crisi infinita, Owen fu parte della Società Segreta dei Supercriminali di Luthor. Lui, Capitan Cold e Mirror Master furono inviati a fare da guardia ad una fabbrica contro gli Outsiders, sotto il comando di Deathstroke (che era in realtà Arsenal sotto copertura). Quando la battaglia tra gli Outsiders e i Nemici distrusse i macchinari nella fabbrica, i Nemici ed altri criminali non avrebbero aiutato per niente nel combattimento e al momento dell'esplosione, Owen venne salvato dagli Outsiders, mentre i Nemici lo lasciarono nella base mentre saltava in aria. Si costituì infine alle forze dell'ordine.
Durante la serie 52, Owen fu parte della Suicide Squad, inviata da Amanda Waller ad attaccare Black Adam.

### Outsiders
Durante Un Anno Dopo, Owen si ritrovò confinato nella prigione per metaumani di Iron Heights. Qui si ritrovò ad essere il compagno di cella di Black Lightning, che fu arrestato per un omicidio commesso da Deathstroke. Per di più, scoprì che gli altri detenuti, avendo scoperto l'identità del suo compagno di cella, avevano in programma di ucciderlo. Gli Outsiders vennero informati e tentarono di far uscire Pierce dal carcere. Sfortunatamente, il piano non ebbe successo. Quando evasero, Black Lightning chiese ai suoi compagni di portare Owen con loro, cosa che loro accettarono controvoglia. Non appena fuggirono, il jet degli Outsiders, il Pequod, venne abbattuto, e durante il tentativo di atterraggio, il mondo li credette morti.
Dato che questo evento e la Libertà di Trattato di Potere, ora la squadra lavorava sotto copertura. La maggior parte degli Outsiders correnti fu creduta morta finché una missione pasticciata rivelò la loro presenza al mondo. La sua storia come Nemico venne esaminata numerose volte dal leader della squadra, Nightwing, che torturava dei dittatori perché abbattessero un clone di Jay Garrick. Tuttavia, si scoprì che il suo desiderio di unirsi agli Outsiders derivava dal suo desiderio di avere una famiglia. Nightwing gli permise l'adesione, in parte perché Arsenal pensava che ne valesse la pena, e poi perché Owen si stava sforzando di trovare una famiglia fin dalla morte di suo padre e dallo scoppio della Rogue War.
Owen andò in cerca del Robin corrente a causa della sua connessione, dove i loro padri si uccisero a vicenda. Mentre Robin inizialmente credette che Owen lo stesse cercando per terminare il combattimento che suo padre iniziò; in Robin n. 152, Owen rivelò che intendeva fare ammenda con il giovane eroe e gli offrì la sua assistenza per aiutarlo a distruggere una bomba creata dal Joker. I due successivamente passarono la notte successiva a ripulire le vecchie tane di numerosi criminali. Dopo di ciò, Robin acquistò un po' di rispetto civile per Boomerang nonostante ciò che i loro padri si fecero a vicenda. Boomerang tentò di stringere la mano di Robin, ma questi declinò l'offerta non sentendosi ancora pronto per questo passo.
Owen sviluppò anche un'intima amicizia con Supergirl, Kara Zor-El. Dopo che Supergirl ritornò dopo il suo tempo passato in compagnia di Power Girl, Kara cominciò ad avere bisogno di una vita normale sulla Terra e ebbe un "appuntamento" con Owen, nel corso del quale i due si confidarono dei propri problemi passati. Kara gli diede poi il soprannome di "Boomer". Anche se il duo si diede spesso a dei flirt espliciti, non ebbero mai una relazione romantica. Questo per l'interesse di Kara nei confronti di Nightwing, e che scherzosamente diceva che lei e Owen avevano una relazione da fratelli, in cui lui aveva una specie di fissazione malata per la sua "sorellina".
Sentendosi rifiutato dopo la relazione di Kara con Power Boy, Owen andò in un bar dove conobbe Cassandra Cain (Batgirl), che all'epoca era sotto il controllo mentale di Deathstroke, e che era stata assunta per uccidere Supergirl. Cassandra rapì e torturò Owen per attirare Supergirl. Sfortunatamente, tutto ciò si dimostrò inutile, in quanto Kara trovò Cassandra da sola, senza avere nessun sospetto del rapimento di Owen. Batgirl non riuscì a compiere il suo compito, poiché venne sconfitta quando Kara fece crescere delle pietre solari di Kryton che impalarono la sua nemica. Kara portò prontamente Owen al pronto soccorso, dove venne curato. Mentre era ancora sotto cura medica, si scoprì che Power Boy stava perseguitando Kara.
Dopo la violenta rottura tra Power Boy e Supergirl, la Terra fu presa di mira dagli spiriti della Zona Fantasma, che cominciarono ad emergere dall'interno di Superman. Kara riuscì a sconfiggerli e a riportare la Terra alla normalità. Dopo di ciò, in Supergirl n. 19 Kara cominciò a scusarsi con tutte le persone che ferì dal giorno del suo arrivo sulla Terra. Tra di loro, Boomer, a cui lei si scusò per averlo ferito e guidato. Durante questa conversazione, la storia della relazione con Kara venne subito chiarito. Quando lei gli chiese di come si sentisse per il fatto che fu guidato, Owen rispose, "Bé, se posso...per me essere stato "guidato" significherebbe che io abbia pensato di averci provato con te...per me, pensare di averci provato con una ragazza di sedici anni, potenziata nel sonno da alcuni cristalli solari o di qualunque roba si tratti...significherebbe che io sia un poco di buono pronto per la prigione. Cosa che non sono". In Checkmate n. da 13 a 15, crossover con Outsiders n. da 47 a 49, Checkmate rapì tutti i membri degli Outsiders ad eccezione di Nightwing, cosa che gli permise di infiltrarsi nel quartier generale dell'organizzazione segreta e di offrirgli un accordo: agli Outsiders non sarebbe torto un capello per le loro azioni passate in Africa, e in cambio si sarebbero infiltrati nella Oolong Island per conto di Checkmate. Durante l'operazione, Nightwing, Owen e la Regina Nera di Checkmate furono presi in ostaggio da Chang Tzu, sui quali quest'ultimo eseguì degli esperimenti. Dopo che Batman salvò gli Outsiders in territorio Nord Coreano, e che Nightwing gli passò il comando della squadra, Owen e Nightwing furono inseriti insieme nelle "audizioni" per la nuova formazione del gruppo. Spinto troppo in là, e non necessitando di dimostrare di essere all'altezza, Owen ritornò alla Suicide Squad anche se Batman sentiva che avrebbe potuto svolgere l'attività di doppio agente.

### Suicide Squad
In All Flash n. 1, Owen, come parte della Squad, catturò due dei Nemici responsabili della morte di Bart Allen, Heat Wave e il Mago del Tempo, in Louisiana. In Countdown n. 39, lui e il resto della Suicide Squad inseguirono Trickster e il Pifferaio in tutta Gotham City dopo che questi riuscirono a fuggire dal membro della squadra Deadshot. La Squad, tuttavia, fu infruttuosa quanto Deadshot, e i due Nemici riuscirono a fuggire alla cattura.

### La notte più profonda
Owen era visita alla tomba di suo padre in compagnia di Pozzo di Catrame, quando uno sciame di anelli neri volarono nella cripta, rianimando tutti i criminali deceduti come Lanterne Nere, incluso suo padre. I Nemici si batterono ad Iron Heights, e quando la battaglia si ridusse ad un pari da entrambe le parti e il figlio di Digger, Owen, arrivò e lo portò via dalla battaglia, credendo di poter ancora riportare indietro suo padre. Successivamente, Owen credeva di aver incatenato il corpo di suo padre e lo nutriva con delle vittime come un criminale di nome Sandblast che contava su Owen per entrare nei Nemici. Si scoprì che Owen venne ingannato da Boomerang nella credenza che con sufficiente sangue dalle sue vittime lo avrebbe riportato in vita. I Nemici trovarono Owen con Capitan Cold che lo rimproverava di credere alle bugie di Digger. Capendo che Owen infranse la regola del codice dei Nemici di non uccidere donne e bambini, Cold lo lanciò nel pozzo. Ad Owen fu strappato il cuore da suo padre, e subito un anello nero del potere lo rianimò come nuova recluta nel Corpo delle Lanterne Nere. Sia lui che suo padre furono poi congelati in un blocco di ghiaccio da Cold. Suo padre riuscì comunque a fuggire e ad unirsi alla battaglia contro gli eroi, dove fu portato in vita e in buona salute.

## Poteri e abilità
Il Capitan Boomerang originale cominciò ad addestrare Owen prima di morire. Il ragazzo dimostrò subito creatività nel creare dei boomerang personali chiamati "razorangs" ed un boomerang lancia acido.
Owen esibì anche degli "scoppi di velocità": scoppi limitati di super velocità per brevi distanze, più notabilmente quando lanciava i boomerang. Questo fu addirittura possibile durante il periodo in cui Bart conteneva l'intera Forza della velocità. Tuttavia, durante gli esperimenti di Chang Tzu, questi credeva che Owen poteva avere accesso alla Forza della velocità, ma Mercer negò sempre di aver avuto o di aver sperimentato la super velocità, anche se Tzu fu in grado di attivarla accidentalmente, causandogli una grande sofferenza e molto dolore. La fonte esatta dei suoi poteri rimane ignara. Nondimeno, come descritto in Justice Society of America n.8, la Forza della velocità sembrò essere ritornata ed era accessibile a tutti gli ex velocisti ancora una volta.

## Altri media
Owen Mercer comparve nel film animato Superman/Batman: Public Enemies. Lo si vede tra i super criminali che accerchiarono Superman e Batman.